# 库尔迈恩
库尔迈恩是德国巴伐利亚州的一个市镇。总面积32.31平方公里，总人口2331人，其中男性1112人，女性1219人（2011年12月31日），人口密度72人/平方公里。